# 贾科莫·巴罗齐·达·维尼奥拉

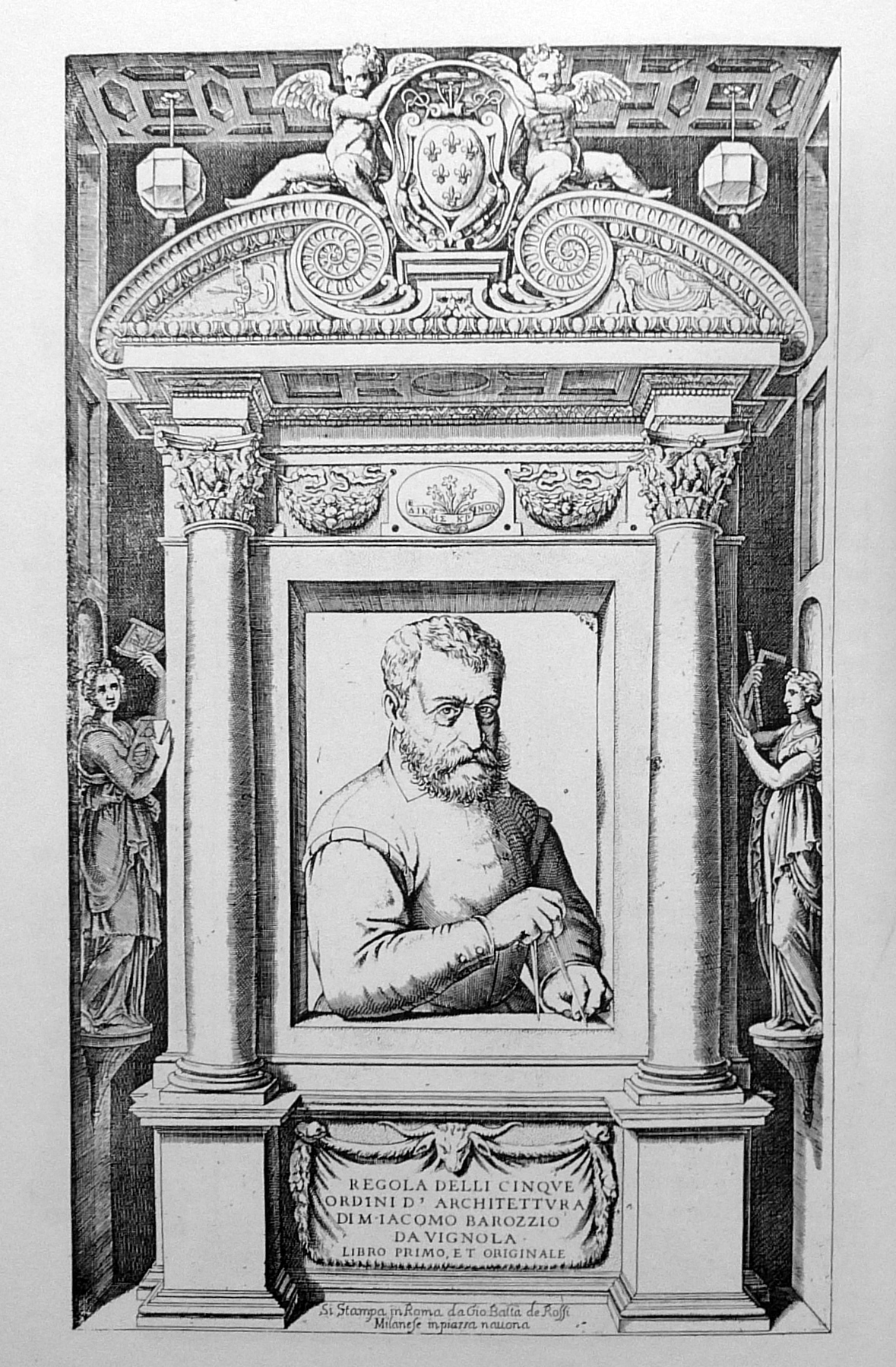
维尼奥拉名著《五种柱式规范》封面

贾科莫·巴罗齐·达·维尼奥拉（義大利語：Jacopo Barozzi da Vignola，1507年10月1日—1573年7月7日），意大利建筑师、建筑理论家，是16世纪风格主义建筑的代表人物，也是当时罗马建筑师的领袖。
维尼奥拉早年曾在博洛尼亚学习建筑与绘画，1530年赴罗马定居。1562年，他出版了名著《五种柱式规范》（Regola delli cinque ordini d'architettura）。1564年米开朗基罗逝世之后，维尼奥拉接手米开朗基罗的工作，主持了圣伯多禄大殿的建造工程。此外，他的主要作品还包括法尔内塞别墅、儒略三世朱莉亚别墅、耶稣教堂、兰特别墅等。

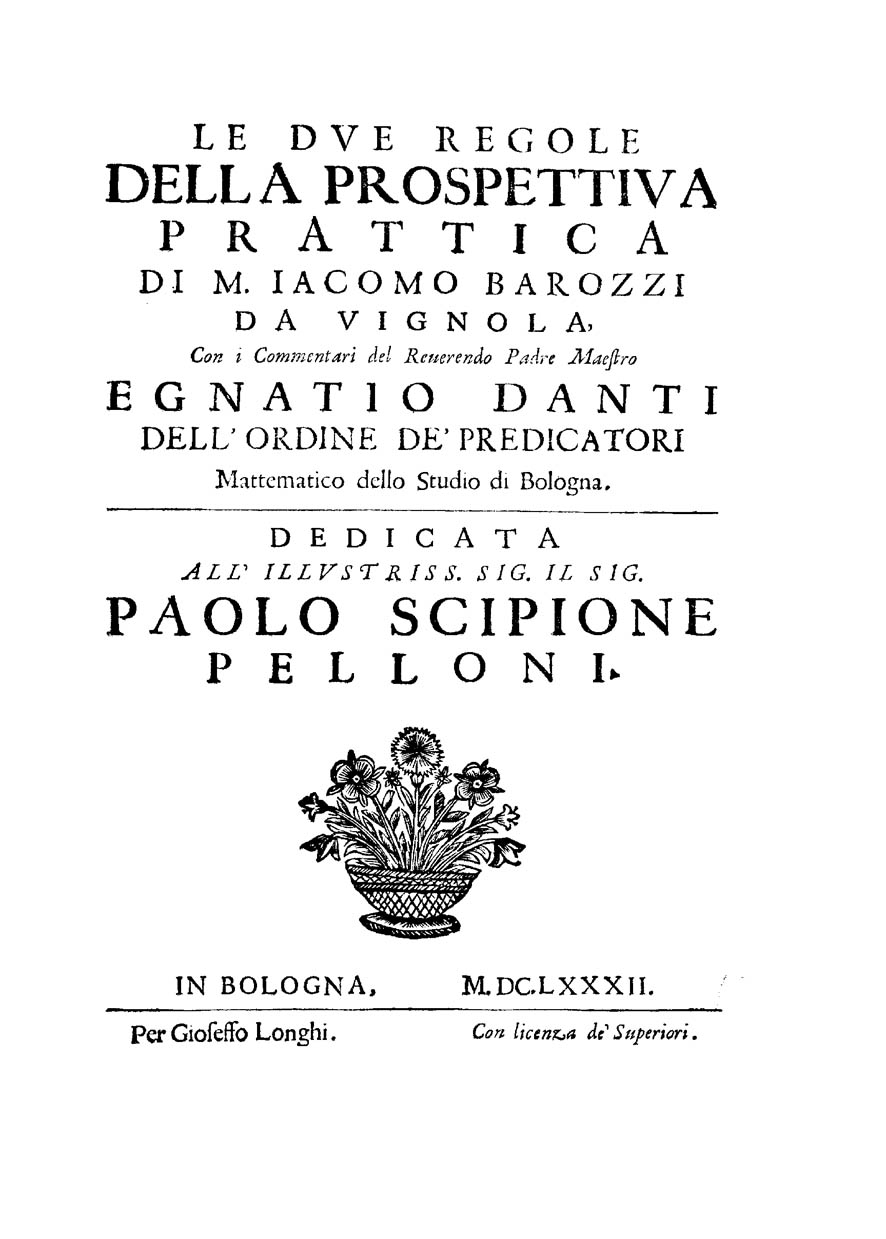
Le due regole della prospettiva prattica, 1682